# Школска педагогија
Школска педагогија је грана педагогије која се бави теоријом школе као специјалне васпитно-образовне установе или радне организације.
Предмет проучавања школске педагогије су битна питања из области васпитања и образовања у школи. Средишња питања бављења школске педагогије су: структура и реализација наставних планова и програма, теорија школе као специфичне васпитно-образовне установе или радне организације, организација наставе(дидактичке теорије), процес васпитања и образовања у школи(методика васпитног рада), положај најбитнијих фактора васпитно-образовног процеса у школи, интерперсонални односи у школи (педагошка комуникологија), сарадња родитеља и школе, улогу стручних и руководних органа; питање управљања и надзора над радом школе, улогу и задатке стучних сарадника у школи; професионалну оријентацију и усмеравање, методологија педагошких истраживања у школи, па чак и повратном везом, тј. питањима планирања кадрова и уписном политиком. 
Задаци школске педагогије проистичу из њеног предмета. Нужно је напоменути да се универзални, трајни и непроменљиви задаци школске педагогије не могу утврдити јер је она жива и динамична, отворена за промене као што је жив и динамичан процес васпитања и образовања.
Неки од задатака који су актуелни у овом друштвено-историјском тренутку су:
- да се бави систематским проучавањем настанка и развоја школе;
- да проучава законитости изградње и усавршавања васпитања и образовања;
- да проучава и унапређује интерперсоналне односе унутар наставничких, а посебно ученичких колектива, организација, удружења, група;
- да проучава и унапређује теорију наставе са циљем унапређивања образовне праксе;
- да проучава и унапређује односе наставника и ученика, наставника и ученичких родитеља, као и улогу родитеља у организовању и реализацији школског васпитања и образовања;
- да покреће и актуелизује питања савремених токова педагошке науке (интеркултуралне педагогије, васпитања за мир и друштвени прогрес, екопедагогија, педагогија слободног времена и сл.).

Схватање школске педагогије и предмета њеног проучавања могуће је само у контексту опште педагогије као науке о образовању и васпитању, утолико пре што је наука о образовању и васпитању млада (у поређењу, примера ради, са филозофијом и медицином). Своју прву афирмацију доживела је у 19. веку а бурно ширење тек 70-их година 20. века. Школска педагогија је у првом реду повезана са педагошким наукама, посебно са дидактиком, општом педагогијом, компаративном педагогијом, историјом педагогије, методологијом педагошких истраживања. Такође има и чврсту повезаност са психологијом, социологијом, филозофијом и логиком.